# Phasia wangi
Phasia wangi är en tvåvingeart som beskrevs av Sun 2003. Phasia wangi ingår i släktet Phasia och familjen parasitflugor. Inga underarter finns listade i Catalogue of Life.